# Sarny
Sarny (em ucraniano:  Сáрни, em russo e bielorrusso: Сáрны, em polonês/polaco:  Sarny) é uma cidade da Ucrânia, situada no Oblast de Rivne. Tem 21,15 km² de área e sua população em 2020 foi estimada em 29.066 habitantes.